# Synchorema
Synchorema is een geslacht van schietmotten van de familie Hydrobiosidae.

## Soorten
- S. tillyardi AG McFarlane, 1964
- S. zygoneurum RJ Tillyard, 1924